# When I See This Bar
«When I See This Bar» (с англ. — «Когда я вижу этот бар») — песня американского кантри-певца и автора-исполнителя Кенни Чесни, вышедшая 10 июня 2013 года в качестве второго сингла с его 15-го студийного альбома Life on a Rock (2013). Песня была написана Чесни и Китом Гэттисом.

## Отзывы
Песня получила положительные отзывы музыкальных критиков. Гленн Гамбоа из Newsday сказал, что песня написана «под влиянием Джона Мелленкампа» и является примером «кантри-рокового дома Чесни». Гэри Графф из The Oakland Press сказал, что «тёплая ностальгия» песни демонстрирует «сердце альбома». Дав ей 4,5 звезды из 5, Билли Дьюкс из Taste of Country также положительно сравнил её с Мелленкампом, сказав, что «в тексте чувствуется искренность и честность, как в самых известных хитах рокера». Он также назвал альбом «умно написанным, но не претенциозным. Дико, но не беспечно. Знакомый, но не надоевший». Бобби Пикок из Roughstock дал песне 5 звёзд за альбомную версию, сказав, что у неё «вызывающий текст, который задаёт настроение», и что она «выделяется только своей детальностью и глубиной». Он оценил радиоверсию песни в 4,5 звезды, сказав, что куплет, отсутствующий в радиоверсии, «добавляет столько же, сколько и остальные».

## Музыкальное видео
Режиссёром музыкального видео выступил Шон Сильва, а премьера состоялась в июле 2013 года.

## Чарты
После выхода альбома Life on a Rock песня «When I See This Bar» заняла 57-е место в чарте Country Airplay благодаря радиоэфиру, который предшествовал её выпуску в качестве сингла. Это был один из четырёх треков, которые попали в чарт на той неделе. Песня вновь вошла в чарт под номером 39 за неделю, закончившуюся 22 июня 2013 года.
| Чарт (2013)                       | Высшая позиция |
| --------------------------------- | -------------- |
| Канада (Billboard Country)        | 14             |
| США (Billboard Hot 100)           | 84             |
| США (Billboard Country Airplay)   | 14             |
| США (Billboard Hot Country Songs) | 25             |

| Чарт (2013)                      | Позиция |
| -------------------------------- | ------- |
| US Country Airplay (Billboard)   | 62      |
| US Hot Country Songs (Billboard) | 76      |